# Sanbornton
Sanbornton – miasto w Stanach Zjednoczonych, w stanie New Hampshire, w hrabstwie Belknap.